# Villa di La Tejada
La villa di La Tejada è una villa romana in uso nel III e IV secolo, scavata a partire dal 1970 nella località di Quintanilla de la Cueza del comune di Cervatos de la Cueza, provincia di Palencia (comunità di Castiglia e León, Spagna). Dal 1995 è bene di interesse culturale
Venne costruita ai piedi di una leggera elevazione a poca distanza dal rio Cueza, un affluente del rio Carrión, a sua volta affluente del Pisuerga. 
Un primo insediamento era presente dal II secolo, con lo sviluppo di una residenza signorile tra la fine del III e il corso del IV secolo. Dalla metà del V secolo la villa venne progressivamente abbandonata.
Della residenza è stato rimessa in luce la zona termale con sale riscaldate da ipocausto e pavimenti decorati a mosaico: i mosaici furono in parte distrutti per sottrarre i mattoni dei pilastri che sostenevano i pavimenti rialzati e che furono reimpiegati. Si conservano resti di numerosi ambienti riscaldati in due blocchi di costruzione collegati e disposti fra loro ad angolo, che dovevano far parte delle terme di una residenza. I mosaici presentano decorazioni geometriche policrome con intrecci complessi e in alcuni casi emblemi centrali. Sono presenti anche tracce di pittura murale.